# 蝶花无柱兰
蝶花无柱兰（学名：Amitostigma papilionaceum）是兰科无柱兰属的植物，是中国的特有植物。分布于中国大陆的四川等地，生长于海拔2,500米的地区，多生于山坡覆有土的石壁上，目前尚未由人工引种栽培。